# Jean-Michel Monin
Jean-Michel Monin (Argenteuil, 7 settembre 1967) è un ex pistard e ciclista su strada francese. Su pista fu medaglia d'oro nell'inseguimento a squadre ai Giochi olimpici di Atlanta 1996, mentre su strada fu professionista dal 1994 al 1998.

## Palmarès
- Giochi olimpici

Atlanta 1996: oro nell'inseguimento a squadre.
- Mondiali

Manchester 1996: argento nell'inseguimento a squadre.